# Fermín Martínez
Fermín Martínez (Pamplona, Navarra, 1966. július 4. –) spanyol nemzetközi labdarúgó-partbíró. Polgári foglalkozása: üzletember.

## Pályafutása

### Nemzeti partbíráskodás
A játékvezetői vizsgát 1982-ben tette le. 1993-ig játékvezetőként és partbíróként tevékenykedett, 1994-ben lett országos, B csoportos, 1995-ben II. Ligás asszisztens. 2000-ben minősítették az I. Liga partbírójának. A nemzeti játékvezetéstől 2012-ben vonult vissza. Asszisztensi működésének száma: 157.

#### Nemzeti kupamérkőzések
Partbírói mérkőzéseinek száma döntőben: 1.

##### Király-kupa
| Időpont           | Helyszín                         | Mérkőzés típusa | Mérkőzés              | Játékvezető              | Eredmény | Nézők száma |
| ----------------- | -------------------------------- | --------------- | --------------------- | ------------------------ | -------- | ----------- |
| 2008. április 16. | Vicente Calderón Stadion, Madrid | döntő           | Getafe CF–Valencia CF | Alberto Undiano Mallenco | 3 – 1    | 54 000      |

#### Nemzetközi partbíráskodás
A Spanyol labdarúgó-szövetség Játékvezető Bizottsága terjesztette fel nemzetközi partbírónak, a Nemzetközi Labdarúgó-szövetség (FIFA) 2004-től tartotta nyilván partbírói keretében. Több nemzetek közötti válogatott és klubmérkőzésen szolgálta a labdarúgást partbíróként. Az aktív nemzetközi játékvezetéstől 2012-ben a búcsúzott.

#### Világbajnokság

##### U20-as labdarúgó-világbajnokság
Kanada rendezte a 16., a 2007-es U20-as labdarúgó-világbajnokságot, ahol a FIFA JB partbírói feladatok ellátásával bízta meg.

###### 2007-es U20-as labdarúgó-világbajnokság
| Időpont                  | Helyszín                    | Mérkőzés típusa              | Mérkőzés               | Eredmény | Nézők száma |
| ------------------------ | --------------------------- | ---------------------------- | ---------------------- | -------- | ----------- |
| 2007. július 1.          | Nemzeti Stadion, Toronto    | csoportmérkőzés (A. csoport) | Kanada–Chile           | 0 – 3    | 20 195      |
| 2007. július 3.          | Frank Clair Stadion, Ottawa | csoportmérkőzés (E. csoport) | Csehország–Észak-Korea | 2 – 2    | 22 200      |
| 2007. július 6.          | Frank Clair Stadion, Ottawa | csoportmérkőzés (D. csoport) | Brazília–Amerika       | 1 – 2    | 26 559      |
| 2007. július 15.         | Frank Clair Stadion, Ottawa | egyik negyeddöntő            | Argentína–Mexikó       | 1 – 0    | 26 559      |
| Nemzeti Stadion, Toronto | döntő                       | Csehország–Argentína         | 1 – 2                  | 19 526   |             |

###### 2009-es U20-as labdarúgó-világbajnokság
Egyiptom rendezte a 17., a 2009-es U20-as labdarúgó-világbajnokságot, ahol a FIFA JB asszisztensként vette igénybe szolgálatát.
| Időpont              | Helyszín                     | Mérkőzés típusa              | Mérkőzés            | Eredmény | Nézők száma |
| -------------------- | ---------------------------- | ---------------------------- | ------------------- | -------- | ----------- |
| 2009. szeptember 26. | Városi Stadion, Iszmailia    | csoportmérkőzés (D. csoport) | Ghána–Üzbegisztán   | 2 – 1    | 12 500      |
| 2009. szeptember 30. | Központi Stadion, Port Szaíd | csoportmérkőzés (E. csoport) | Csehország–Brazília | 0 – 0    | 17 200      |
| 2009. október 13.    | Nemzetközi Stadion, Kairó    | egyik elődöntő               | Brazília–Costa Rica | 1 – 0    | 39 812      |

---
A Dél-afrikai Köztársaság rendezte a XIX., a 2010-es labdarúgó-világbajnokság döntő küzdelmeit, ahol a FIFA JB kifejezetten asszisztensként foglalkoztatta. Asszisztensi mérkőzéseinek száma világbajnokságon: 3.
A FIFA JB 2010. február 5-én kijelölte a (június 11.-július 11.) közötti dél-afrikai világbajnokságon közreműködő harminc játékvezetőt, akik Kassai Viktor és 28 társa között ott volt a világtornán. Az érintettek március 2-6. között a Kanári-szigeteken vettek részt szemináriumon, ezt megelőzően február 26-án Zürichben orvosi vizsgálaton kellett megjelenniük. Az ellenőrző vizsgálatokon megfelelt az elvárásoknak, így a FIFA Játékvezető Bizottsága delegálta az utazó keretbe. Alberto Undiano Mallenco spanyol játékvezető állandó társaként.

##### 2010-es labdarúgó-világbajnokság

###### Világbajnoki mérkőzés
| Időpont          | Helyszín                               | Mérkőzés típusa              | Mérkőzés                     | Eredmény | Nézők száma |
| ---------------- | -------------------------------------- | ---------------------------- | ---------------------------- | -------- | ----------- |
| 2010. június 18. | Nelson Mandela Stadion, Port Elizabeth | csoportmérkőzés (D. csoport) | Németország–Szerbia          | 0 : 1    | 38 294      |
| 2010. június 25. | Mbombela Stadion, Mbombela             | csoportmérkőzés (G. csoport) | Észak-Korea–Elefántcsontpart | 0 : 3    | 34 763      |
| 2010. június 28. | Moses Mabhida Stadion, Durban          | egyik nyolcaddöntő           | Hollandia–Szlovákia          | 2 : 1    | 61 962      |

#### Európa-bajnokság

##### U21-es labdarúgó-Európa-bajnokság
Portugália rendezte a 2006-os U21-es labdarúgó-Európa-bajnokságot, ahol a FIFA/UEFA JB játékvezetőként foglalkoztatta.
| Időpont         | Helyszín                               | Mérkőzés típusa              | Mérkőzés                  | Eredmény |
| --------------- | -------------------------------------- | ---------------------------- | ------------------------- | -------- |
| 2006. május 25. | D. Afonso Henriques Stadion, Guimarães | csoportmérkőzés (A. csoport) | Franciaország–Németország | 3 – 0    |
| 2006. május 29. | Városi Stadion, Águeda                 | csoportmérkőzés (B. csoport) | Dánia–Ukrajna             | 1 – 2    |
| 2006. június 1. | Városi Stadion, Braga                  | egyik elődöntő               | Franciaország–Hollandia   | 2 – 3    |

---
Az európai labdarúgó torna döntőjéhez vezető úton Ausztriába és Svájcba a XIII., a 2008-as labdarúgó-Európa-bajnokságra valamint Ukrajnába és Lengyelországba a XIV., a 2012-es labdarúgó-Európa-bajnokságra az UEFA JB játékvezetőként foglalkoztatta.

##### 2008-as labdarúgó-Európa-bajnokság

###### Selejtező mérkőzés
| Időpont           | Helyszín                 | Mérkőzés típusa           | Mérkőzés                   | Eredmény | Nézők száma |
| ----------------- | ------------------------ | ------------------------- | -------------------------- | -------- | ----------- |
| 2006. október 7.  | Steaua Stadion, Bukarest | előselejtező (G. csoport) | Románia–Fehéroroszország   | 3 – 1    | 12 000      |
| 2007. március 28. | Központi Stadion, Kielce | előselejtező (A. csoport) | Lengyelország–Örményország | 1 – 0    | 15 000      |

##### 2012-es labdarúgó-Európa-bajnokság

###### Selejtező mérkőzés
| Időpont             | Helyszín                   | Mérkőzés típusa           | Mérkőzés                | Eredmény | Nézők száma |
| ------------------- | -------------------------- | ------------------------- | ----------------------- | -------- | ----------- |
| 2010. október 12.   | Dubňom Stadion, Žilina     | előselejtező (B. csoport) | Szlovákia–Írország      | 1 – 1    | 10 892      |
| 2011. szeptember 6. | Ernst Happel Stadion, Bécs | előselejtező (A. csoport) | Ausztria–Törökország    | 0 – 0    | 47 500      |
| 2011. október 11.   | Népstadion, Budapest       | előselejtező (E. csoport) | Magyarország–Finnország | 0 – 0    | 25 169      |